# Asterd

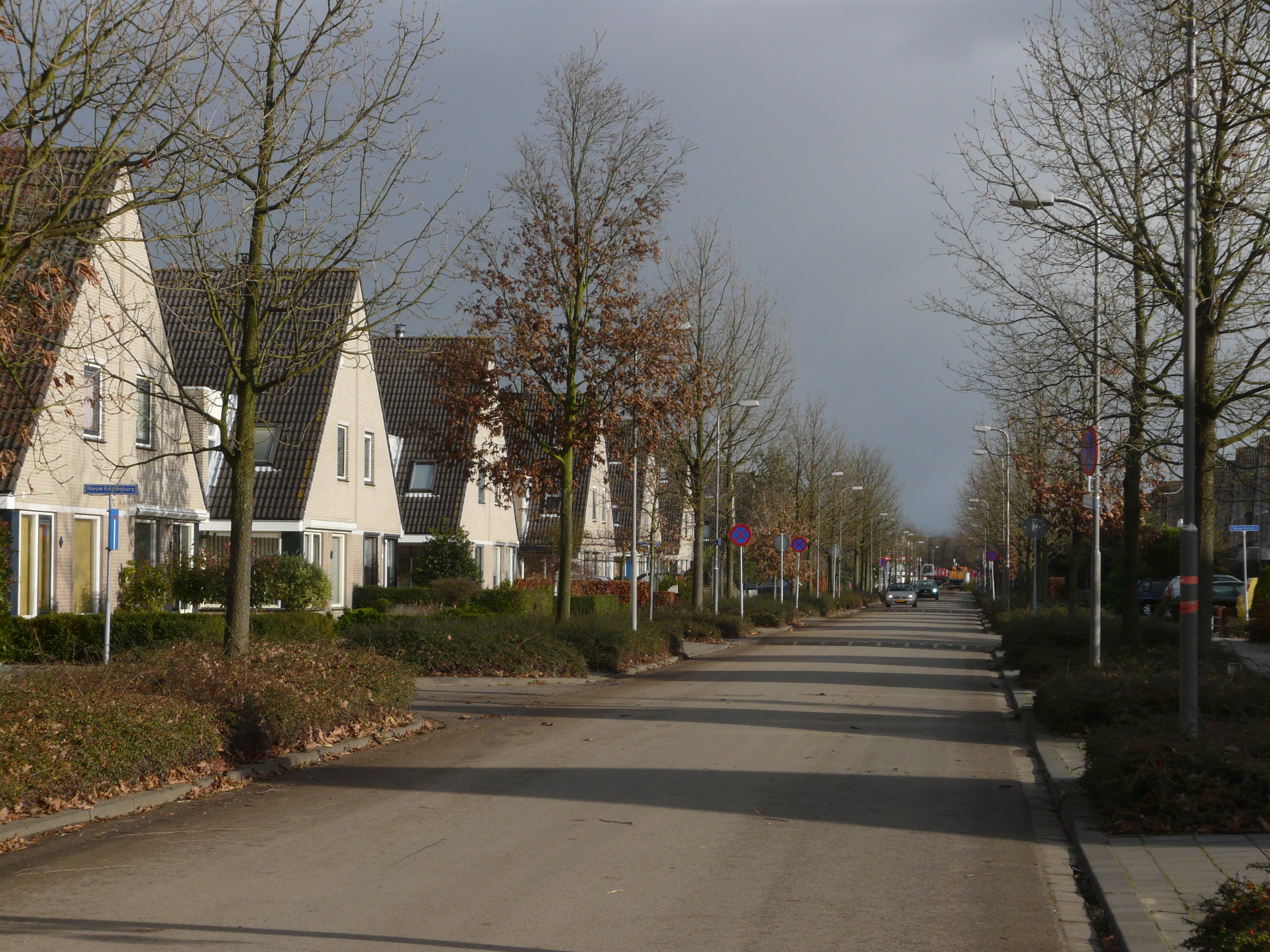
Asterdkraag

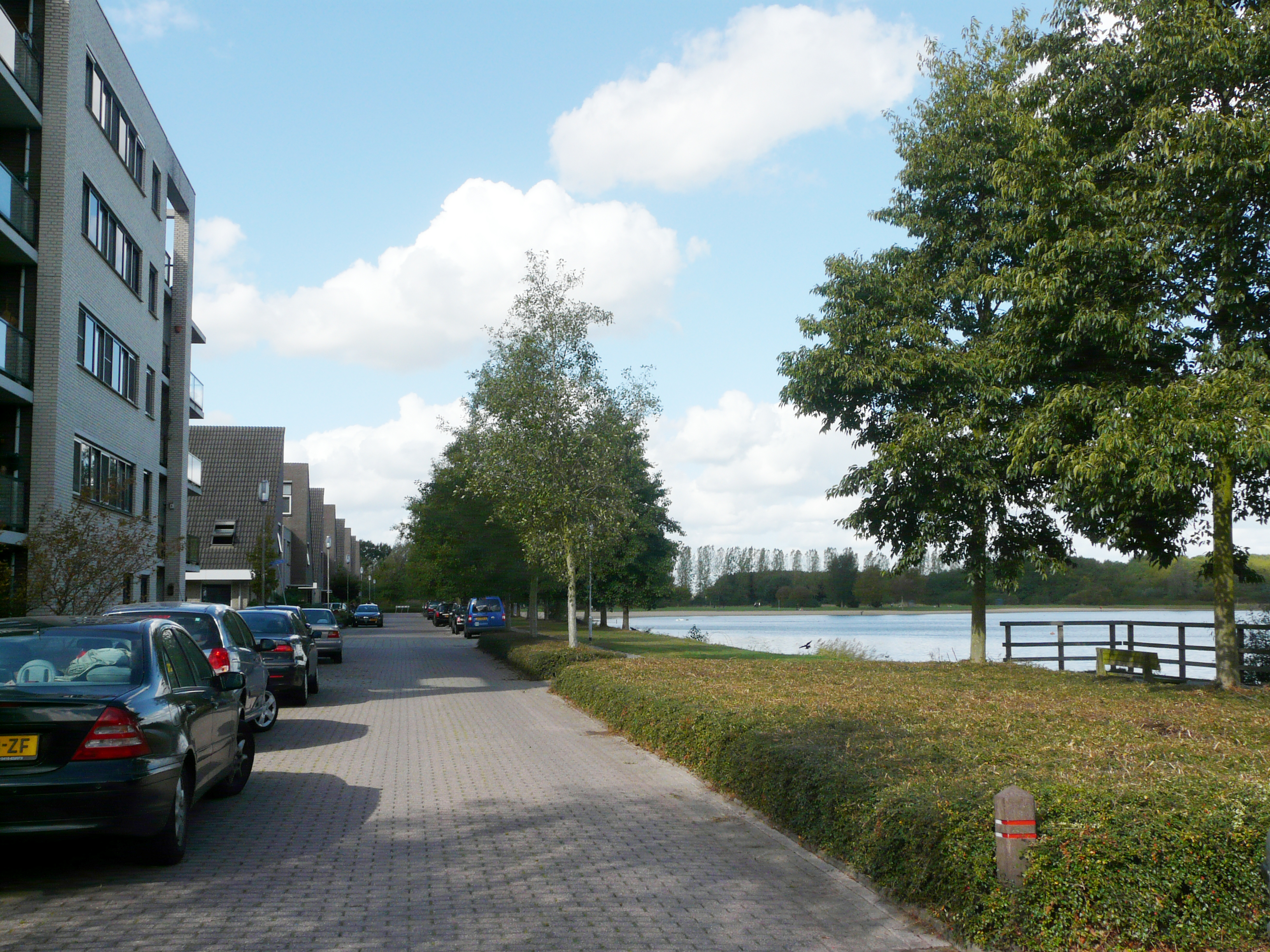

De wijk Asterd is een woonwijk en is gelegen in de Haagse Beemden in Breda Noord-West naast de wijk Heksenwiel.
Naast deze woonwijk bestaande uit voornamelijk laagbouw met diverse soorten woningen, gebouwd in 1990 ligt de Asterdplas. Vanaf 2007 worden er nog nieuwe huizen op vrije kavels bijgebouwd. De Asterdplas dient als recreatiegebied. Men kan er zwemmen, surfen en zeilen. Vaartuigen met benzinemotor zijn niet toegestaan. In de zomer zijn hier veel recreanten vanuit de wijken.
Rondom de Asterdplas ligt een natuurgebied met bos, het Haagse Beemdenbos. Hier is het fijn om te wandelen en te fietsen. In het recreatie-gebied buiten de wijk is er in de zomer een veerpont voor wandelaars en fietsers naar Terheijden. Dit gebied is onderdeel van de Vierde Bergboezem.
Naast de woonwijk Asterd ligt de tennisvereniging Heksenwiel en de voetbalvereniging Boeimeer gelegen bij winkelcentrum Heksenwiel. Hier zijn onder andere winkels voor de dagelijkse boodschappen, een bank, postagentschap en een wijkbibliotheek. Naast het winkelcentrum is ook een woonvoorziening voor ouderen.
In de nabije wijk Heksenwiel zijn diverse basisscholen. De kinderopvang Merlijn is hier ook gevestigd. Verderop in de wijk Paradijs ligt het de middelbare scholengemeenschap Graaf Engelbrecht. Het Breda Ballon Fiësta vond tot 2011 ook elk jaar plaats aan de Rietdijk in de Asterd. Vanaf 2006 is het ook het startpunt van de Haagse Beemden Loop.
Vanaf 2007 wordt er een nieuw stuk woonwijk ten noorden van de Asterd met voornamelijk vrije kavels bijgebouwd.